# Pháo đài Beni Hammad
Pháo đài Beni Hammad còn được gọi là Al Qal'a của Beni Hammad (tiếng Ả Rập: قلعة بني حماد) là một tàn tích của thành phố pháo đài sứ quân tại Algérie. Vào thế kỷ 11, nó từng là kinh đô đầu tiên của Triều đại Hammadid. Nó nằm giữa dãy núi Hodna, phía đông bắc của M'Sila ở độ cao 1.418 mét (4.652 ft) và nhận được lượng nước dồi dào từ những ngọn núi xung quanh. Pháo đài Beni Hammad nằm ở gần thị trấn Maadid, cách thủ đô Algiers 225 kilômét (140 mi) về phía đông nam.
Năm 1980, pháo đài này đã được UNESCO công nhận là Di sản thế giới như là một bức tranh đích thực của một thành phố phòng thủ Hồi giáo. Pháo đài bao gồm một bức tường thành dài 7 kilômét (4 mi). Bên trong là bốn khu dân cư và nhà thờ Hồi giáo lớn thứ hai Algeria, chỉ sau Mansoura. Nó có thiết kế tương tự như Đại Giáo đường Kairouan với một tháp giáo đường cao 20 mét (66 ft).
Các cuộc khai quật đã đưa ra ánh sáng vô số đồ đất nung, trang sức, tiền xu, gốm sứ chứng minh cho nền văn minh đỉnh cao của Triều đại Hammadid. Ngoài ra, trong số các cổ vật được phát hiện có một số đài phun nước trang trí sử dụng hình ảnh sư tử làm họa tiết. Phần còn lại của cung điện của tiểu vương quốc được gọi là Dal al-Bahr, bao gồm ba khu nhà riêng biệt được ngăn cách bởi các khu vườn và nhà lều.

## Lịch sử
Pháo đài được xây dựng vào năm 1007 bởi Hammad ibn Buluggin, con trai của Buluggin ibn Ziri, người sáng lập ra Algiers. Nó trở thành kinh đô của Người Berber Hammadid, đã cố thủ được sau cuộc bao vây của Zirid vào năm 1017. Năm 1090, nó bị bỏ hoang dưới sự đe dọa của Banu Hilal, liên minh các bộ lạc Ả Rập tới từ Hejaz và Najd trước khi bị phá hủy một phần bởi Almohad vào năm 1152.

## Hình ảnh

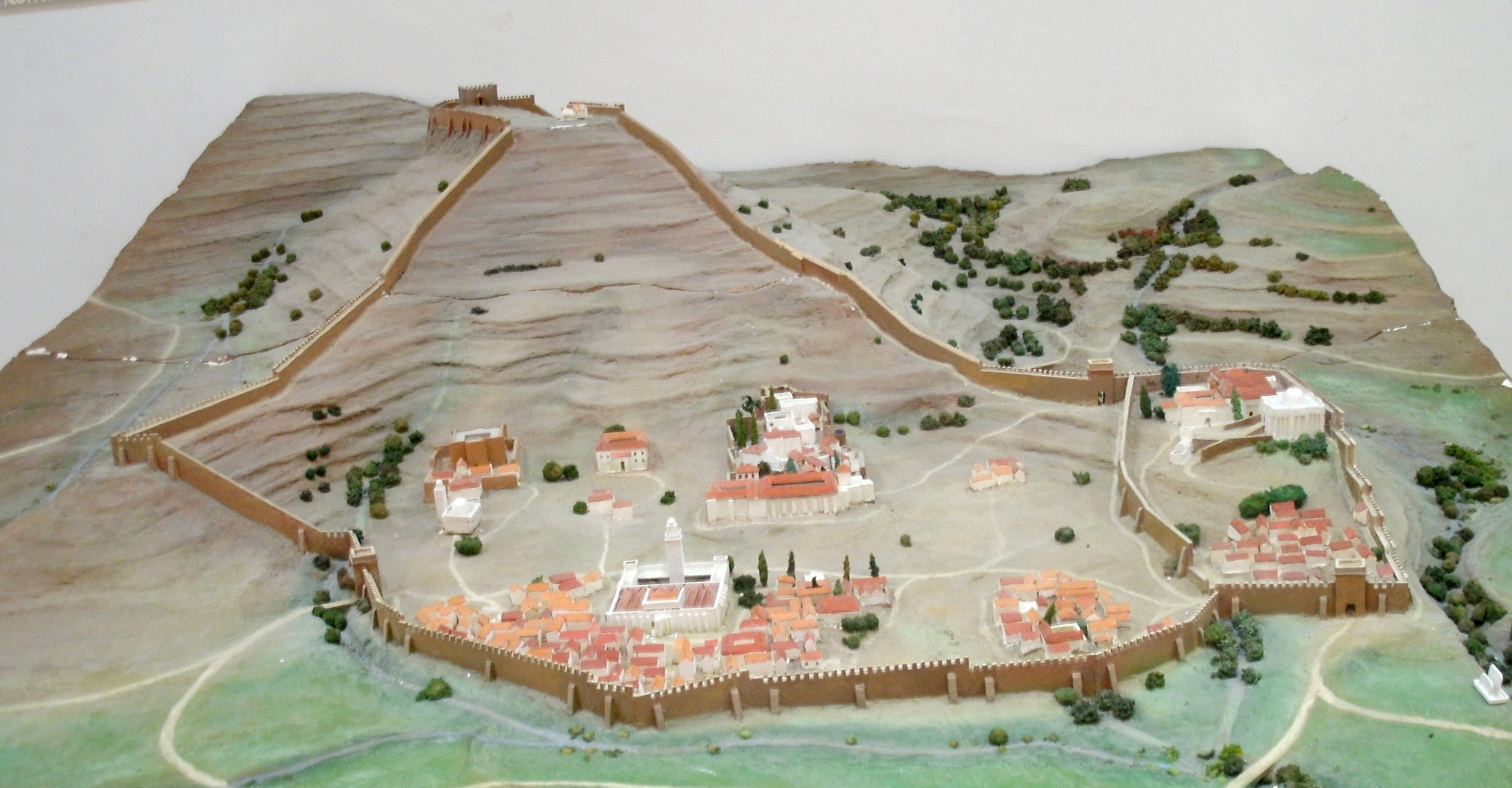
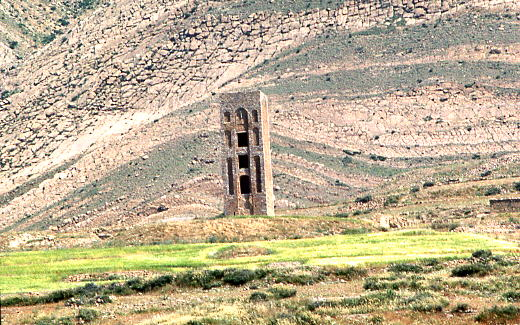
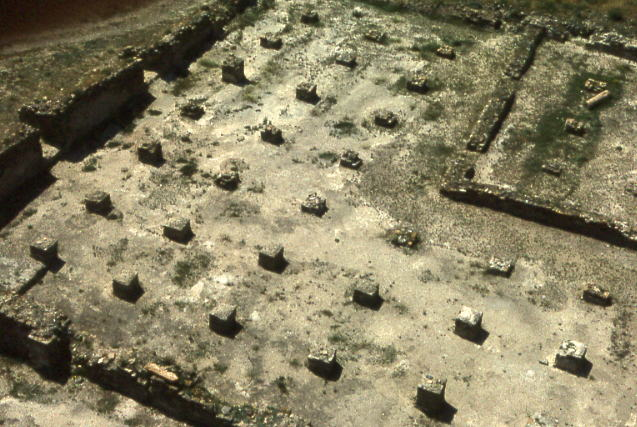
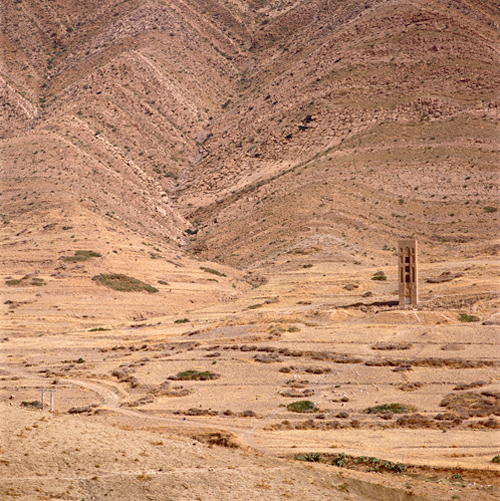